# Aphaenogaster geei
Aphaenogaster geei är en myrart som beskrevs av Wheeler 1921. Aphaenogaster geei ingår i släktet Aphaenogaster och familjen myror. Inga underarter finns listade i Catalogue of Life.